# 리원 (정치인)
리원(중국어 정체자: 李問, 병음: Lî Wén, 1989년 3월 4일 ~ )은 중화민국의 정치인이자 전 기자이다. 현재 민주진보당 국제부 국장 겸 대변인을 맡고 있다.